# Horst Langer (Manager)
Horst Langer (* 16. März 1936 in Breslau; † 5. Januar 2007) war ein deutscher Ingenieur und Manager.

## Leben
Nach dem Studium der Elektrotechnik in TU München und TU Darmstadt nahm er im Jahre 1961 eine Beschäftigung bei der Continental Elektroindustrie AG auf. Dieses Unternehmen ging im Jahre 1971 in der Siemens AG auf.  Die Promotion erwarb er 1966 an der TU Braunschweig.
Im Jahre 1978 ging er nach Indien und wurde dort als Nachfolger des Erlangener Ingenieurs Heinz Georg Salge Managing Director der Landesgesellschaft Siemens India Ltd. in Mumbai. Bis zu seiner Rückkehr nach Deutschland im Jahre 1984 baute er dieses Regionalunternehmen der Siemens AG erheblich aus. In Erlangen übernahm er den Geschäftsbereich Verarbeitende Industrie im Unternehmensbereich Energie- und Automatisierungstechnik.
Nachdem er den Geschäftsbereich Industrie im Oktober 1986 übernommen hatte, wurde er im gleichen Jahr in den Vorstand des Unternehmens berufen. Als im Jahre 1989 eine Umstrukturierung bei der Siemens AG erfolgt, wurde er Mitglied des Zentralvorstandes. Im Jahre 1988 ernannte man ihn zum Chairman des Boards of Director und CEO der Siemens Corporation in New York. Anfang der 1990er Jahre unterstand ihm der Unternehmensbereich von Nord- und Südamerika.
Weiterhin war er auch als Mitglied im Verwaltungsbeirat der Dresdner Bank tätig. Am 1. Oktober 1998 verabschiedete er sich in den Ruhestand.

## Schriften
- Über den Einfluß von Wasser auf die dielektrischen Eigenschaften von Epoxydharzformstoffen. Dissertation. TH Braunschweig, Fakultät für Maschinenwesen, Braunschweig 1966, DNB 481361030.

## Referenzen
- Anzeige in der FAZ vom 10. Januar 2007